# Хващёвка (Могилёвская область)
Хващёвка (Хвощовка, бел. Хвашчоўка) — упразднённая деревня, находившаяся в составе Вендорожского сельсовета Могилёвского района Могилёвской области Республики Беларусь.

## Географическое положение
Ближайшие населённые пункты: Красная Слобода, Зелёная Слобода, Дубинка.

## История
Упоминается в 1644 году как фольварк Фащевский в Оршанском повете ВКЛ.